# 多田隈満
多田隈 満（ただくま みつる）は、日本の医師、刑務医官。

## 来歴
熊本県に生まれる。
熊本県立玉名中学校（1923年卒業）、旧制台湾高等学校を経て、長崎医科大学を卒業した。
その後、刑務医官となり、熊本刑務所を始め、各地の刑務所や拘置所に勤務した。昭和40年代には刑務医官の最高位である東京拘置所医務部長となると同時に日本矯正医学会の会長となった。1968年の第15回の日本矯正医学総会では会長として挨拶を述べている。また、受刑者に関する論文も複数残している。